# Zsolt Gáspár
Zsolt Gáspár (Budapest, 17 maggio 1977) è un ex nuotatore ungherese.
Specializzato nella farfalla, ha partecipato a due edizioni olimpiche: Sydney 2000 e Atene 2004.

## Palmarès
- Europei

Madrid 2004: bronzo nella 4x100m misti.